# Kholat
Kholat es un videojuego indie de terror desarrollado por la compañía polaca IMGN.PRO. Basado en la historia real de Incidente del paso Diátlov, el jugador encarna a un narrador (interpretado por Sean Bean) que decide acudir a la escena de los hechos para tratar de averiguar qué causó la muerte de nueve alpinistas rusos el 2 de febrero de 1959 en los Montes Urales, durante la Unión Soviética. La historia del juego se basa en especulaciones y suposiciones, puesto que la investigación continúa a día de hoy abierta.
El título del videojuego hace referencia al lugar donde acamparon por última vez, una pequeña colina llamada Kholat Syakhl (en ocasiones traducida al español como Jolat Siajl). Fue lanzado el 9 de junio de 2015 para PC y las plataformas de Windows y Mac. A PS4 llegaría el 8 de marzo de 2016 y a Nintendo Switch el 14 de mayo de 2020. Dentro del modo historia del videojuego, abundan hechos relacionados con espíritus y fenómenos paranormales, tratando de arrojar alguna respuesta sobre cuál fue el perpetrador del macabro asesinato.